# Adelard din Bath

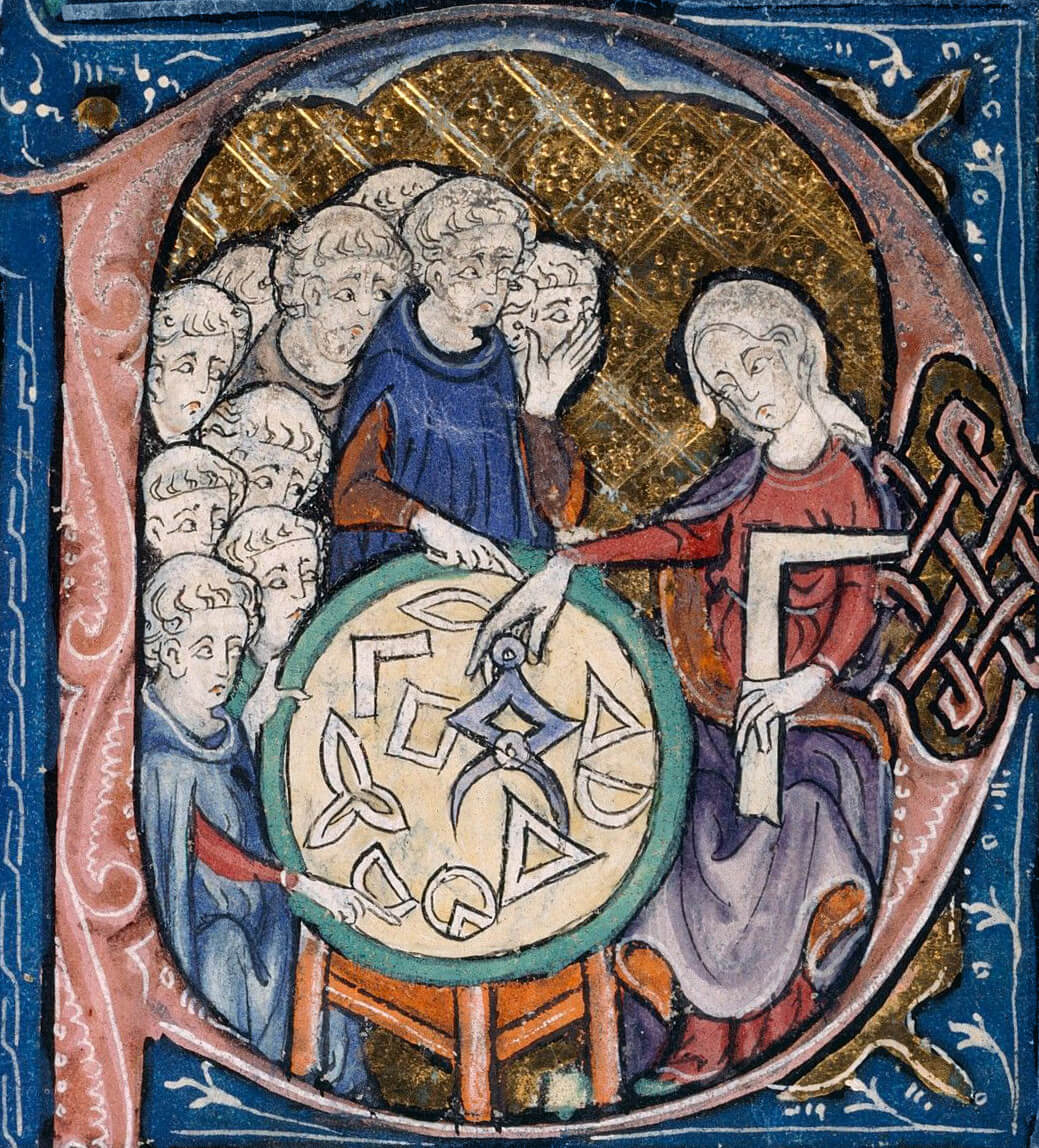
Frontispiciul de pe traducerea lui Abelard din Bath a Elementelor lui Euclid

Adelard din Bath (în latină Adelardus Bathensis, în engleză Adelard of Bath) (c. 1080 – c. 1152) a fost un filozof și matematician englez, traducător și călugăr benedictin.
Este cunoscut în special pentru traducerile efectuate din autorii clasici greci și arabi în domenii ca: matematică, astronomie, astrologie.
Cinci secole de-a rândul, traducerile sale au servit drept model tuturor celorlalte traduceri de profil.

## Biografie
S-a născut la Bath (lângă Bristol) și a murit în Sicilia.
Anii de maturitate i-a petrecut în Anglia.
A călătorit în Sicilia (1108-1109), în Cilicia (1114), în țările asiatice, Grecia, Egipt (1115), a realizat măsurători astronomice la Ierusalim (1115).
De asemenea, a vizitat Damascul, Bagdadul, de unde a adus manuscrise de matematică.
În perioada 1105-1107, a studiat la Tours (Franța).
În 1120 se degizează în student islamic și astfel participă la cursurile Universității din Cordoba.
De aici obține o copie în arabă a Elementelor lui Euclid pe care, în 1130, o va traduce în latină, în 15 volume.

## Scrieri
- Regulae abaci, în care promovează sistemul de scriere pozițională a cifrelor;
- 1120: Algoritmi di numero indorum;
- 1126: Traducerea tabelelor astronomice ale lui Al-Horezmi;
- De codem et diverso, tratat de filozofie;
- Mappae clovicula, tratat de alchimie cu rețete de preparare a culorilor, foarte apreciat în Europa;
- 1116: Questiones naturales, tratat de biologie, hidrologie, meteorologie, astronomie;
- Versuri latine despre Elementele lui Euclid;
- Despre tabelele "Liber ysagogarum" ale lui Al-Horezmi.